# Fang Bo
Dans ce nom chinois, le nom de famille, Fang, précède le nom personnel Bo.
Fang Bo né en 1992 est un pongiste chinois droitier utilisant une prise de raquette orthodoxe.

## Biographie
Il est champion du monde junior en 2009, en simple, double messieurs et double mixte.
Il remporte l'Open d'Autriche ITTF en 2013.
Lors des championnats du monde de tennis de table 2015, il élimine un des favoris, son compatriote Xu Xin lors des 8e de finale; il élimine par la suite Zhang Jike lors des demi-finales. Il devient finalement vice-champion du monde, ne s'inclinant que contre Ma Long en finale.
Il est classé n°14 mondial en mars 2015 et passe à la 8e place mondiale après les championnats du monde 2015.